# Liste des édifices labellisés « Architecture contemporaine remarquable » de la Nièvre
Cet article recense les édifices labellisés « Architecture contemporaine remarquable » de la Nièvre, en France.
Le label « Architecture contemporaine remarquable » remplace depuis 2016 l'ancien label « Patrimoine du XXe siècle ». Il ne prend en compte que des édifices de moins de 100 ans à la date de labellisation, et qui ne sont pas protégés comme monuments historiques.
Au début 2024, la Nièvre compte 7 édifices ainsi labellisés.

## Liste
| Monument                                | Commune                | Adresse                         | Coordonnées                      | Notice     | Date | Illustration                            |
| --------------------------------------- | ---------------------- | ------------------------------- | -------------------------------- | ---------- | ---- | --------------------------------------- |
| Silo à grains                           | La Charité-sur-Loire   | 7 rue de Gérigny                | 47° 10′ 51″ nord, 3° 01′ 30″ est | ACR0000234 | 2015 | Image manquante Téléverser              |
| Monument à Notre-Dame-du-Suprême-Pardon | Chiddes                |                                 | 46° 51′ 41″ nord, 3° 56′ 33″ est | ACR0000231 | 2015 | Monument à Notre-Dame-du-Suprême-Pardon |
| Ancien marché couvert                   | Dornes                 | Rue du Marché-Couvert           | 46° 42′ 58″ nord, 3° 21′ 14″ est | ACR0001785 | 2023 | Image manquante Téléverser              |
| Maison de Bonaré                        | Dun-les-Places         | Les Vernois                     | 47° 17′ 06″ nord, 4° 01′ 24″ est | ACR0000232 | 2015 | Image manquante Téléverser              |
| Mille-Club                              | Guipy                  | 22-24 rue Saint-Jacques         | 47° 13′ 49″ nord, 3° 34′ 39″ est | ACR0000233 | 2015 | Image manquante Téléverser              |
| Salle du Mille-Club de la base nautique | Montsauche-les-Settons | Presqu'île du Lac               | 47° 11′ 18″ nord, 4° 04′ 07″ est | ACR0000235 | 2015 | Image manquante Téléverser              |
| Maison de la culture et des sports      | Nevers                 | 2 boulevard Pierre-de-Coubertin | 46° 59′ 11″ nord, 3° 09′ 38″ est | ACR0001816 | 2023 | Maison de la culture et des sports      |